# شاهدخت ایزابلای آستوریاس
شاهدخت ایزابلای آستوریاس (اسپانیایی: Isabel‎) یکی از شاهزادگان آستوریاس بود که وارث پادشاهی اسپانیا شد.